# Julian Bigelow
Julian Bigelow   (Nutley, 19 de març de 1913 - Princeton, 17 de febrer de 2003) va ser un enginyer informàtic estatunidenc.

## Biografia
Bigelow va néixer el 1913 a Nutley (Nova Jersey). Va obtenir un màster a l'Institut Tecnològic de Massachusetts, on va estudiar enginyeria elèctrica i matemàtiques. Durant la Segona Guerra Mundial, va ajudar Norbert Wiener en la seva investigació sobre el control de foc automatitzat per a canons antiaeris, cosa que va conduir al desenvolupament de l'anomenat filtre de Wiener.
Bigelow va ser coautor (amb Wiener i Arturo Rosenblueth) d'un dels articles fundadors sobre cibernètica i teleologia moderna, "Behavior, Purpose and Teleology" (1943), que es va publicar a Philosophy of Science. Aquest article reflexionava sobre la manera com els sistemes mecànics, biològics i electrònics podien comunicar-se i interactuar. Aquest article va instigar la formació de la Societat Teleològica i, més tard, les conferències  Macy. Bigelow va ser un membre actiu d'ambdues organitzacions. Va ser investigador visitant durant molts anys a l'Institut d'Estudis Avançats de Princeton.
Quan John von Neumann va intentar construir un dels primers ordinadors digitals a l'Institut d'Estudis Avançats, va contractar Bigelow el 1946 com a "enginyer", per recomanació de Wiener. L'ordinador que Bigelow va construir seguint el disseny de von Neumann s'anomena màquina IAS, tot i que també es deia MANIAC, un nom que més tard es va transferir al clon reeixit d'aquesta màquina a Los Alamos. Com que von Neumann no va patentar l'IAS i va escriure sobre ell lliurement, aviat es van construir 15 clons de l'IAS. Gairebé tots els ordinadors d'ús general construïts posteriorment són reconeixibles com a influenciats pel disseny de la màquina IAS.
Bigelow va morir el 17 de febrer de 2003 a Princeton (Nova Jersey).